# Маргарита Мария Пармская
Маргари́та Мари́я Па́рмская (итал. Margherita Maria di Parma), она же Маргари́та Мари́я Фарне́зе (итал. Margherita Maria Farnese) или Маргари́та Мари́я Франци́ска Фарне́зе (итал. Margherita Maria Francesca Farnese; 24 ноября 1664, Парма — 17 июня 1718, Колорно) — принцесса из дома Фарнезе, дочь Рануччо II, герцога Пармы и Пьяченцы; в замужестве герцогиня Модены и Реджо.

## Биография

### Семья и ранние годы
Маргарита Мария родилась в Парме 24 ноября 1664 года и была старшим ребёнком в семье Рануччо II, герцога Пармы и Пьяченцы и его второй жены Изабеллы Моденской, принцессы из дома Д’Эсте. По отцовской линии приходилась внучкой Одоардо, герцогу Пармы и Пьяченцы, и Маргарите Тосканской, принцессе из дома Медичи. По материнской линии была внучкой Франческо I, герцога Модены и Реджо, и Марии Екатерины Пармской, принцессы из дома Фарнезе.
В два года Маргарита Мария потеряла мать, которая умерла, родив её младшего брата Одоардо. Вдовый герцог женился в третий раз. Мачехой принцессы стала младшая сестра покойной матери. Родившимся в этом браке детям Маргарита Мария приходились одновременно единокровной и двоюродной сестрой.

### Брак
В апреле 1690 года дворы в Модене и Парме начали переговоры о браке герцога Модены и Реджо и Маргариты Марии. Святой Престол разрешил этот союз, несмотря на близкое родство жениха и невесты. 14 июля 1692 года в Парме Маргарита Мария сочеталась браком с Франческо II (6.03.1660 — 6.09.1694), 10-м герцогом Модены и Реджо, князем Священной Римской империи, суверенным принцем Карпи, суверенным принцем Корреджо, сеньором Сассуоло. Её муж был сыном Альфонсо IV, 9-о герцога Модены и Реджо, и Лауры Мартиноцци, племянницы кардинала Джулио Мазарини. Свадебные торжества продолжились в Сассуоло, куда Маргарита Мария прибыла в сопровождении отца и братьев Франческо и Антонио.
В честь свадьбы Франческо II и Маргариты Марии композитор Франческо Антонио Пистокки сочинил ораторию «Страсти святого Адриана» (итал. Il martirio di Sant’Adriano), премьера которой состоялась в Модене.
В замужестве Маргарита Мария получила титулы герцогини Модены и Реджо, суверенной принцессы Карпи, суверенной принцессы Корреджо и сеньоры Сассуоло, которые носила только два года. Франческо II, страдавший подагрой и полиартритом, умер 4 сентября 1694 года, не успев стать отцом. Ему наследовал его дядя кардинал Ринальдо д’Эсте, которому пришлось оставить церковную карьеру и продолжить династию.

### Поздние годы
Овдовев, Маргарита Мария вернулась на родину. Она умерла в Парме 17 июня 1718 года. Как и её мать, Маргарита Мария скончалась во дворце Колорно, расширенном и перестроенном её отцом в 1660 году и служившим летней резиденцией герцогов пармских и пьяченцских. Её останки покоятся в базилике Санта-Мария-делла-Стекката в Парме.